# Jake Meyers
Jake Meyers (Omaha, Nebraska, 18 de junio de 1996) es un jugador profesional estadounidense de béisbol que se desempeña en la posición de jardinero central en Houston Astros, equipo de las Grandes Ligas de Béisbol (MLB).

## Carrera
Fue seleccionado en la 13.ª ronda en el Draft de la MLB de 2017. En 2021 hizo su debut profesional con el equipo Houston Astros, donde lleva jugando cuatro temporadas.